# Antonia Carlotta
Antonia Carlotta (* 13. August 1988 in Gales Ferry, Ledyard, Connecticut) ist eine US-amerikanische Schauspielerin und Webvideoproduzentin. Sie ist die Großnichte des Filmproduzenten Carl Laemmle.

## Karriere
1997 verkörperte Carlotta Jenny im Theaterstück Houdini im Goodspeed Opera House in East Haddam, Connecticut. Im Jahr 2004 war sie in einer Folge der Disney-Serie Raven blickt durch zu sehen. 2009 übernahm sie im Familienfilm The Gold & The Beautiful die Rolle der Karen. Von 2022 bis 2023 wirkte sie in vier Folgen der NBC-Science-Fiction-Serie Strange Days at Blake Holsey High: Echoes mit.

## Universally Me
2013 startete Carlotta die Webserie Universally Me auf YouTube. Darin beschäftigt sie sich mit ihrem Großonkel Carl Laemmle, der 1912 die Universal Pictures gründete und Hollywood maßgeblich mit etablierte. Dabei greift sie seine damaligen Filmproduktionen auf, besucht Drehorte, Studiotouren, aber setzt sich auch mit aktuellen Themen rund um das Studio auseinander. 2014 führte Carlotta für ihre Webserie ein Interview mit ihrer Tante Carla Laemmle, die zum Zeitpunkt des Videos 104 Jahre war.
2017 war sie Teil der SWR-Doku Carl Laemmle – Ein Leben wie im Kino sowie 2019 im Dokumentarfilm Carl Laemmle.

## Film und Fernsehen (Auswahl)
- 2004: Raven blickt durch (Fernsehserie, 1 Folge)
- 2009: The Gold & the Beautiful
- 2017: Carl Laemmle – Ein Leben wie im Kino (Dokumentarfilm, SWR)
- 2018: Ich trage einen großen Namen (Fernsehsendung, 1 Folge)
- 2019: Carl Laemmle (Dokumentarfilm, TCM)
- 2022–2023: Strange Days at Blake Holsey High: Echoes (Fernsehserie, 4 Folgen)